# Mø
MØ, artistnamn för Karen Marie Aagaard Ørsted Andersen, född 13 augusti 1988 i Ubberud, Odense, är en dansk sångerska.
År 2013 gav hon ut sin debutsingel "Pilgrim" som följdes av en EP innan hon 7 mars 2014 gav ut sitt debutalbum No Mythologies to Follow på skivbolagen Chess Club och RCA Victor.
Mø är sångerskan och en av kompositörerna till Aviciis låt "Dear Boy". Hon sjunger även i Major Lazers "Lean On" och "Cold Water" tillsammans med Justin Bieber.
Hennes musik har jämförts med electropop-artister som Grimes och Twin Shadow.

## Diskografi (urval)
Studioalbum
- 2014 – No Mythologies to Follow
- 2018 – Forever Neverland

EP
- 2013 – Bikini Daze
- 2017 – When I Was Young

Singlar (topp 50 på danska "Hitlisten")
- 2013 – "Pilgrim" (#11)
- 2014 – "Don't Wanna Dance" (#25)
- 2014 – "Walk This Way" (#33)
- 2015 – "Kamikaze" (#16)
- 2016 – "Final Song" (#4)
- 2016 – "Drum" (#21)
- 2017 – "When I Was Young" (#37)
- 2018 – "Sun in Our Eyes" (med Diplo) (#37)